# 瑞典裔美國人
瑞典裔美國人（英語：Swedish Americans），泛指祖籍瑞典的美國人，包括1.2百萬名於1865至1915年間移民到美國或更近期的移民及其後裔。歷史上，他們與其他北歐裔美國人相同，初到美國時大多落戶於中西部，例如南北達科他州、愛荷華州及威斯康辛州等地。他們的人口在太平洋西北地区，如俄勒冈州及华盛顿州，於20世紀亦有所增加。現今，為數最多定居於明尼蘇達州、加利福尼亚州及伊利诺伊州三個州份。

## 知名人物
- Category:瑞典裔美國人